# Локаут
Лока́ут, або лока́вт, (англ. lock out, дос. «замикати двері перед кимось») — тимчасова зупинка роботи (або суттєве скорочення обсягів виробництва) підприємства роботодавцем, одночасно з припиненням виплати зарплати працівникам.
Роботодавець влаштовує локаут з метою вчинення тиску на робітників, т.ч. по суті локаут є своєрідним страйком з боку роботодавця.
Крайньою формою локаута є колективне звільнення з ініціативи роботодавця у зв'язку з трудовою суперечкою, оголошенням страйку з боку робітників абощо — у цьому разі роботодавець (тобто власник і/або його представники) діють з метою попередити або зупинити страйк працівників, перешкодити створенню професійної спілки або змусити профспілку чи страйковий комітет піти на поступки, наприклад, пом'якшити свої вимоги. Локаут може застосовуватися до всіх працівників підприємства, до їх частини, або до окремих працівників.
Дещо іншими спонуками керується власник підприємства (його представники) в умовах погіршення його фінансової ліквідності або в умовах економічної кризи — локаут в такому разі є способом економії і оптимізації витрат на підприємстві (наприклад, реорганізація підприємства), що майже завжди виливається у масове звільнення робітників з виробництва. Крайнім випадком є остаточна зупинка виробництва і/або ліквідація цеху, виробничої лінії, філії або й цілого підприємства.
Розрізняють захисний локаут, наступальний локаут та локаут солідарності, коли всі чи багато роботодавців, членів спілок роботодавців підтримують окремих членів спілок роботодавців в їх боротьбі з профспілками.

## Джерело
- Економічний словник-довідник. (за ред. д.е.н. проф. С. В. Мочерного)., К.: «Феміна», 1995, стор. 186